# Amphonyx lucifer
Az Amphonyx lucifer a rovarok (Insecta) osztályának a lepkék (Lepidoptera) rendjébe, ezen belül a szenderfélék (Sphingidae) családjába tartozó faj.

## Rendszertani eltérés
Egyes források a Cocytius nembe sorolják, Cocytius lucifer néven.

## Előfordulása
Az Amphonyx lucifer előfordulási területe Közép- és Dél-Amerika, Mexikótól Argentínáig. A következő országokban található meg: Mexikó, Belize, Guatemala, Nicaragua, Costa Rica, Venezuela, Brazília, Bolívia, Ecuador és Argentína.

## Megjelenése
Szárnyfesztávolsága 140–160 milliméteres. Az imágó teste és szárnyai világosbarnák, sárga és fekete mintázattal. A hernyó lehet zöld és fehér, vagy kékeszöld. Bebábozódás előtt zöld színűvé válik, egy rózsaszínes csíkkal a hátán.

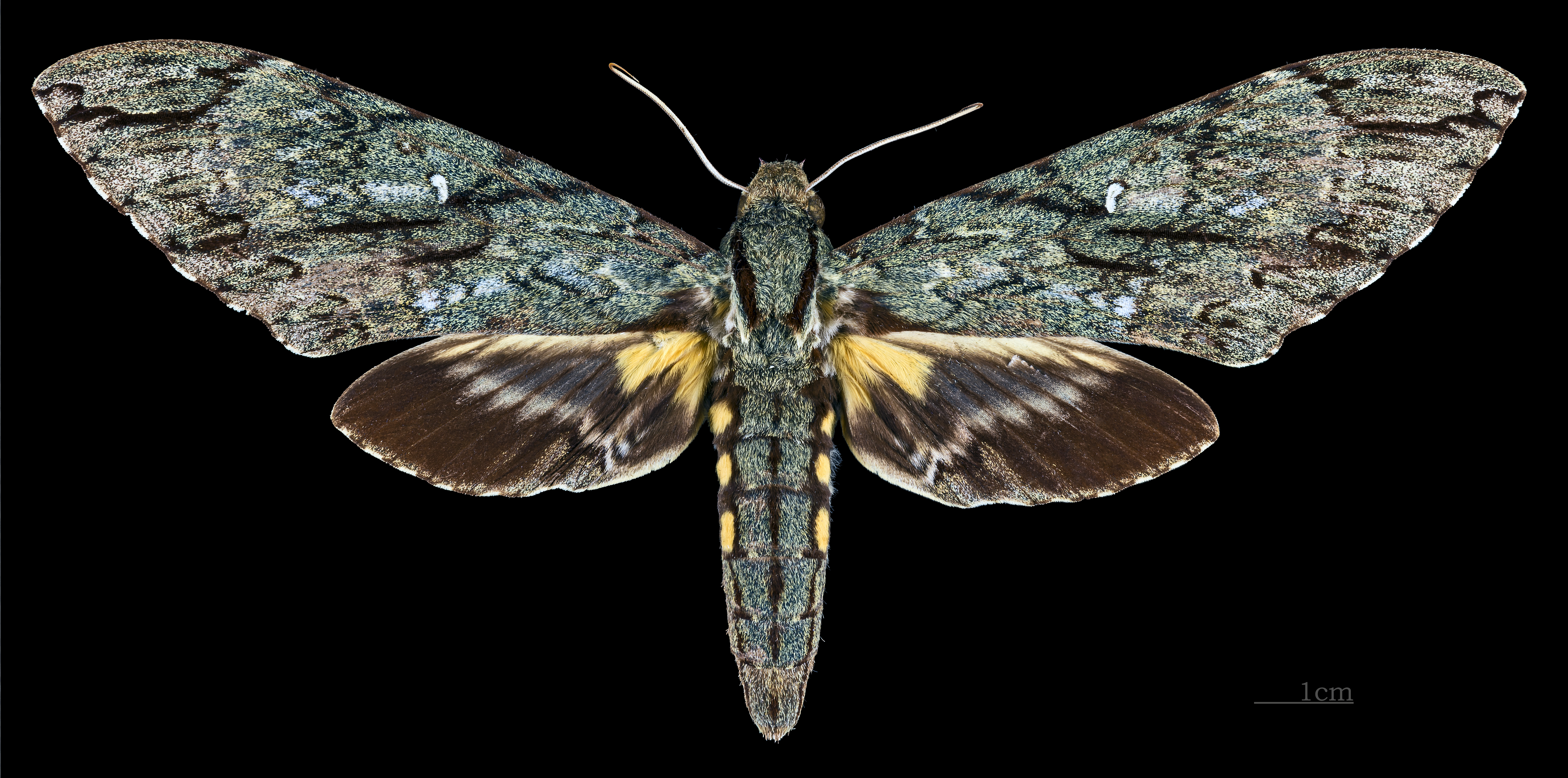
Amphonyx lucifer ♀
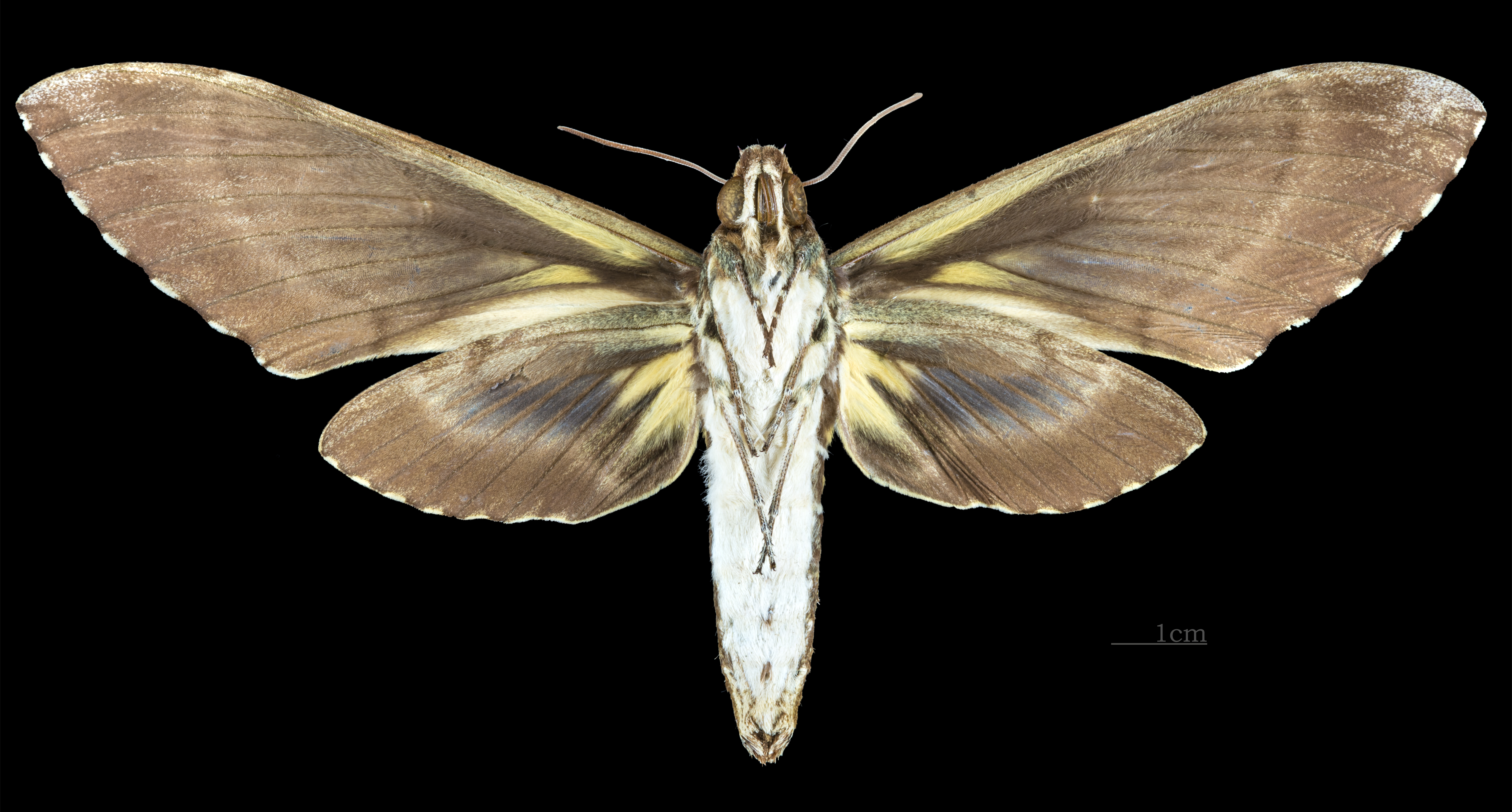
Amphonyx lucifer ♀ △

## Életmódja
Az imágó egész évben repül és a virágok nektárjával táplálkozik. A hernyó legfőbb tápnövényei az Annona purpurea és a Desmopsis schippii, de valószínűleg egyéb annónaféléket (Annonaceae) is fogyaszt.

## Képek

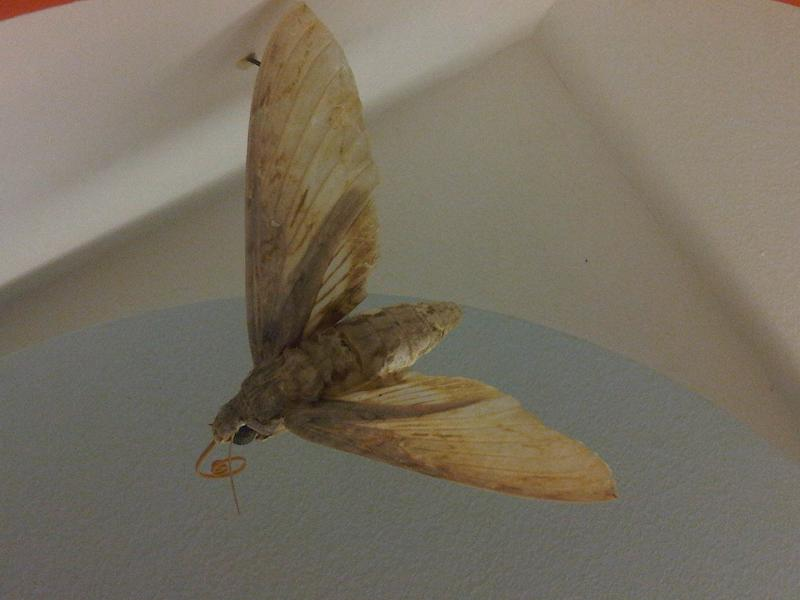
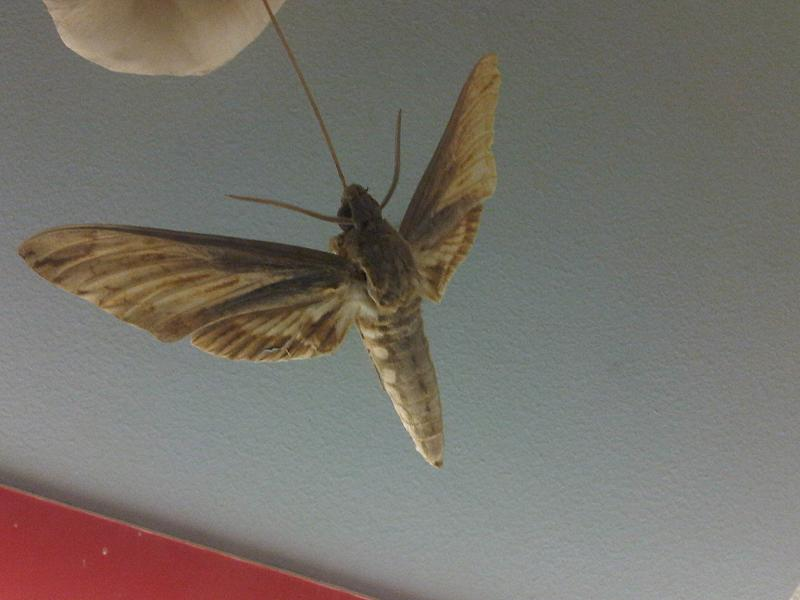
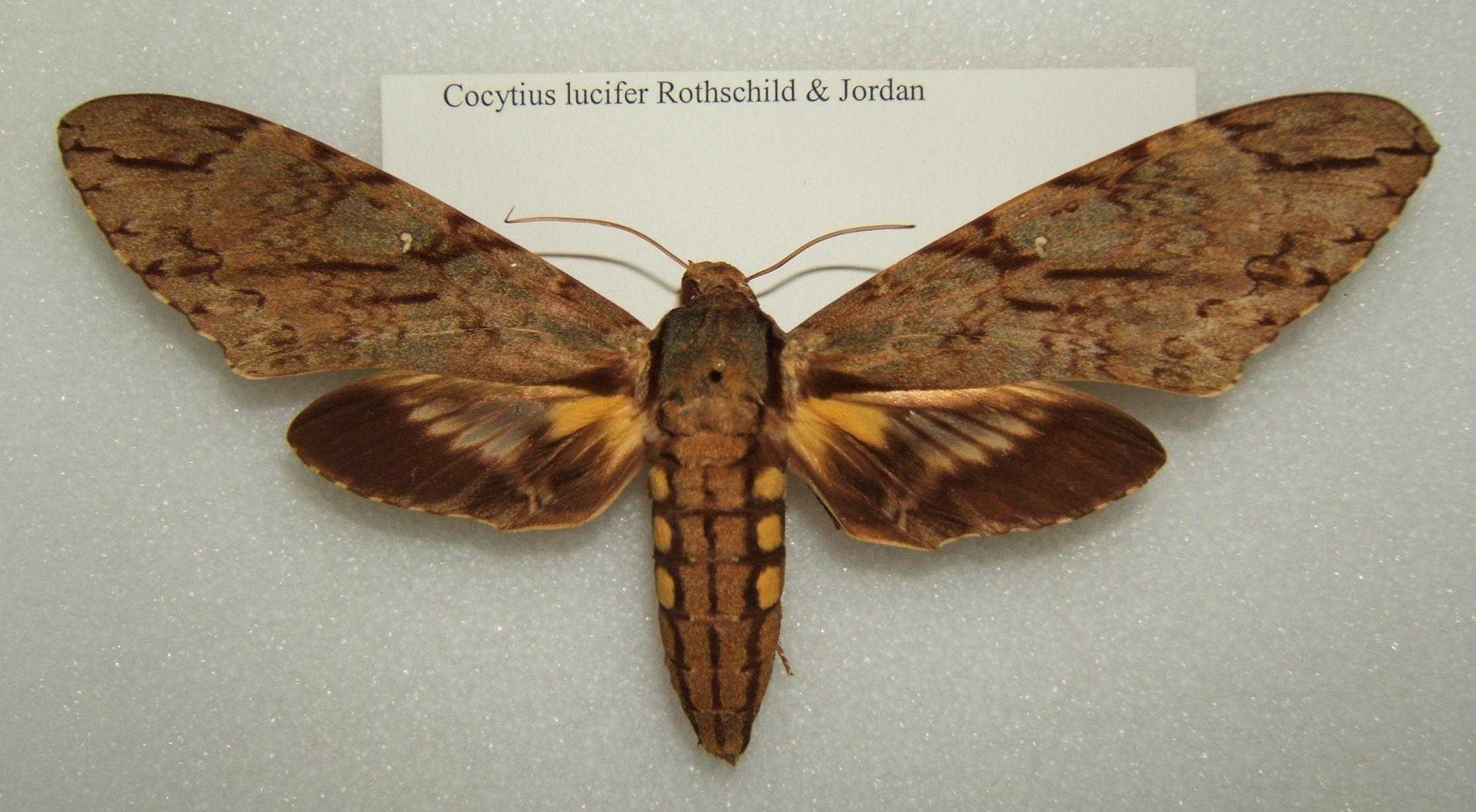

## Fordítás
- Ez a szócikk részben vagy egészben  az   Amphonyx lucifer című angol Wikipédia-szócikk ezen változatának fordításán alapul.  Az eredeti cikk szerkesztőit annak laptörténete sorolja fel. Ez a jelzés csupán a megfogalmazás eredetét és a szerzői jogokat jelzi, nem szolgál a cikkben szereplő információk forrásmegjelöléseként.